# Asteroporpa australiensis
Asteroporpa australiensis är en ormstjärneart som beskrevs av Clark 1909. Asteroporpa australiensis ingår i släktet Asteroporpa och familjen medusahuvuden. Inga underarter finns listade i Catalogue of Life.